# Güdül, Doğankent
Güdül là một xã thuộc huyện Doğankent, tỉnh Giresun, Thổ Nhĩ Kỳ. Dân số thời điểm năm 2011 là 428 người.